# Loi de Hellin
 (avril 2019).
La loi de Hellin, énoncée en 1895, est le principe selon lequel on observera la naissance de jumeaux pour {\displaystyle N}grossesses, de triplés pour {\displaystyle N^{2}}grossesses, de quadruplés pour {\displaystyle N^{3}}grossesses, et ainsi de suite, la valeur de {\displaystyle N}variant selon les ethnies, par exemple 90 chez les Caucasiens, 160 chez les Africains ou encore 30 chez les Asiatiques.   
La probabilité P d'obtenir des jumeaux, triplés, ou autres peut alors s'écrire : {\displaystyle P={1 \over N^{(x-1)}}}avec {\displaystyle N} variant selon l’ethnie et {\displaystyle x} étant le nombre de bébés (2 pour des jumeaux, 3 pour des triplés, etc.).